# Autossomo
Autossoma (português europeu) ou autossomo (português brasileiro) ou cromossomas somáticos são cromossomas que não estão ligados ao sexo e fazem parte do patrimônio genético da espécie, junto com os cromossomas sexuais.
O ser humano possui 44 autossomas que formam 22 pares de cromossomas e mais um par de cromossomas sexuais (alossomo), que determinam o sexo.